# 조스마
조스마 또는 사자자리 델타(δ Leo)는 황도대의 사자자리 방향에 있는 항성이다. 시차 자료에 따르면 조스마는 지구로부터 약 58.4 광년(17.9 파섹) 떨어져 있다.

## 물리적 특성
조스마는 분광형 A4 V의 주계열성으로 태양보다 더 크고 뜨겁다. 이 별은 연구가 자세히 되었기 때문에 나이와 크기 측정자료가 다른 별들에 비해 정확한 편이다. 이 별의 반지름은 간섭계로 직접 측정하였는데 태양 반지름의 약 214 %이며 광도는 태양의 15 배 이상이다. 별의 외피층에서 발산되는 에너지의 유효온도는 8296 켈빈으로 이 온도에서 조스마는 A형 항성의 특징인 백색의 빛을 띤다. 태양보다 질량이 크기 때문에 조스마는 태양보다 짧은 생을 살며 앞으로 6억 년 후 오렌지색 또는 적색 거성으로 부풀어오른 뒤 백색왜성으로 조용히 축퇴될 것이다.
조스마는 빠르게 회전하고 있으며 그 자전 속도의 예상치는 180 km s−1이다. 지구로부터의 시선방향에 대해 조스마의 자전축 경사각은 38.1°로 이로부터 별 적도에서의 방위각 속도는 약 280 km s−1임을 예측할 수 있다. 이렇게 회전함으로써 조스마의 적도는 부풀어올라 별의 외관을 회전타원체처럼 보이게 만든다. 별의 극 반지름은 적도 반지름의 84% 정도이다.
우주공간에서 별의 위치와 궤적으로 볼 때 조스마는 태어난 곳, 고유운동을 공유하는 큰곰자리 운동성단일 가능성이 있다. 큰곰자리 운동성단 구성원들의 나이는 약 5억 년이다.

## 이름
사자자리 델타는 바이어 명명법에 따른 명칭이다.
전통적으로 불려오던 애칭 조스마는 고대 그리스에서 '허리띠'를 뜻했는데 이는 별자리에서 조스마가 사자의 엉덩이 부분에 위치한 것과 관련이 있다. 2016년 국제천문연맹은 항성의 고유명칭을 목록화할 목적으로 항성명칭심의위원회(WGSN)를 발족, 동년 7월 항성명칭을 고시하였는데 여기에 조스마(Zosma) 또한 포함되어 공식 명칭으로 등재되었다.
동아시아 별자리에서 조스마는 태미우원(太微右垣)의 일원이다. 태미우원은 조스마, 처녀자리 베타, 사자자리 시그마, 이오타, 세타로 이루어져 있다. 이 중 조스마를 단독으로 부르는 명칭은 태미우원오(太微右垣五)로 서상상[西上相, '서쪽의 첫 번째 재상(宰相)' 또는 '나라의 높은 재상']을 상징한다. R. H. 앨런은 '서상상'을 Shang Seang으로 표기했다.